# ABBA Voyage
ABBA Voyage — виртуальная концертная резиденция шведской поп-группы ABBA. На концертах участники группы представлены в виде виртуальных аватаров (называемых «АББАтарами»), изображающих группу в том виде, в каком она появилась в 1979 году. Концерты проходят на специально построенной площадке в Олимпийском парке в Лондоне, официально названной ABBA Arena.
Цифровые версии членов ABBA были созданы с использованием технологии захвата движения при участии участников коллектива, которые носили костюмы для захвата движения в рамках процесса разработки и были сняты с помощью 160 камер, а графика позже была добавлена компанией Industrial Light & Magic.
В создании ABBA Voyage принимали участие продюсеры Свана Гисла и Людвиг Андерссон, режиссёра Бейли Уолш, исполнительный продюсер Юхан Ренк и хореограф Уэйн Макгрегор.

## История создания
ABBA неофициально распалась в 1982 году, и, несмотря на возобновившийся интерес к группе начиная с 1990-х годов, всемирный успех их альбома сборника ABBA Gold: Greatest Hits, мюзикла Mamma Mia! и последующего одноимённого фильма участники неоднократно отказывались от воссоединения. По сообщениям, в 2000 году они отклонили предложение в размере 1 миллиарда долларов выступить снова. В 2008 году Бьорн Ульвеус сказал The Sunday Telegraph: «Мы никогда больше не выйдем на сцену. Просто нет мотивации для воссоединения». Он также повторил это заявление в интервью в 2014 году, продвигая фотокнигу ABBA: The Official Photo Book.
В сентябре 2017 года Бенни Андерссон сообщил шведской газете Expressen, что ABBA планирует совершить тур «виртуально», используя цифровые аватары группы. Ульвеус рассказал «Би-би-си», что идея была предложена группе Саймоном Фуллером. Впервые идея использования визуального образа артиста с группой музыкантов возникла в 1990-х годах, когда Элвис Пресли «пел» на концертах с помощью старых видеоклипов в сопровождении своей группы. В апреле 2018 года четверо участников опубликовали заявление, в котором говорилось, что во время подготовки к туру они собрались в студии и записали две новые песни под названием «I Still Have Faith in You» and «Don’t Shut Me Down».
26 августа 2021 года был запущен веб-сайт ABBA Voyage, на котором через неделю было объявлено о новом проекте. 2 сентября 2021 года на пресс-конференции, транслируемой по всему миру из Олимпийского парка в Лондоне, было подтверждено, что виртуальные концерты будут проводиться в Лондоне с 27 мая 2022 года. Кроме того, было объявлено, что 5 ноября будет выпущен новый альбом ABBA под названием Voyage. В новый альбом войдут десять песен, включая ранее анонсированные «I Still Have Faith in You» and «Don’t Shut Me Down». На концертах будут представлены АББАтары группы, а также коллектив музыкантов из 10 человек, будет исполнено 22 песни из репертуара группы. Коллектив был собран Джеймсом Райтоном из Klaxons, в него также попала певица Литл Бутс, которая будет играть на клавишах.

## Сет-лист
Акт 1
1. «Skallgång» (интродукция)
2. «The Visitors»
3. «Hole in Your Soul»
4. «SOS» (с интродукцией из «EastEnders theme tune»)
5. «Knowing Me, Knowing You» (видео-интерлюдия)

Акт 2
1. «Chiquitita»
2. «Fernando»
3. «Mamma Mia»
4. «Does Your Mother Know»
5. «Eagle» (видео-интерлюдия)

Акт 3
1. «Lay All Your Love on Me» (видео-интерлюдия)
2. «Summer Night City»
3. «Gimme! Gimme! Gimme! (A Man After Midnight)»
4. «Voulez-Vous» (видео-интерлюдия)

Акт 4
1. «When All Is Said and Done»
2. «Don’t Shut Me Down»
3. «I Still Have Faith in You»
4. «Waterloo» (видео-интерлюдия)

Акт 5
1. «Thank You for the Music»
2. «Dancing Queen»

На бис
1. «The Winner Takes It All»
2. «I Wonder (Departure)» (инструментальное аутро)

## В популярной культуре
В первом эпизоде второго сезона шоу «Точная копия» были высмеяны и новый альбом и резиденция ABBA. Под удар попали преклонный возраст участников группы, АББАтары, их связи с Великобританией и, возможно, корыстные мотивы. По совпадению, за два дня до выхода эпизода в эфир журналист из Clash Music описал шоу как жажду наживы на популярности группы.